# Nový Rychnov
Nový Rychnov är en köping i Tjeckien.   Den ligger i regionen Vysočina, i den centrala delen av landet, 100 km sydost om huvudstaden Prag. Nový Rychnov ligger 601 meter över havet och antalet invånare är 947.
Terrängen runt Nový Rychnov är platt åt sydost, men åt nordväst är den kuperad.Runt Nový Rychnov är det ganska tätbefolkat, med 54 invånare per kvadratkilometer. Närmaste större samhälle är Jihlava, 16,3 km öster om Nový Rychnov. I omgivningarna runt Nový Rychnov växer i huvudsak blandskog.